# Кіров (Кіровська область)
Кі́ров (рос. Киров, до 1781 р. Хли́нов, до 1934 — Вя́тка) — місто (з 1780) в Росії, адміністративний центр Кіровської області. Розташоване на річці Вятка, за 896 км від Москви. Утворює муніципальне утворення «місто Кіров».
Населення міста — 475 тисяч осіб (2024), населення муніципального утворення м. Кіров — 508,1 тис. осіб (2013), населення Кіровської агломерації оцінюється в 750 тисяч осіб. Розглядаються плани щодо приєднання до Кірова міст Кірово-Чепецька і Слобідського.
Кіров — історичний, культурний, промисловий і науковий центр Кіровської області. Батьківщина димківської іграшки. «Хутряна» і «торфова» столиця Росії.

## Історія
Хронологія перейменування міста неоднозначна, бо збереглось мало історичних документів, що підтверджують факт перейменувань.
Починаючи з 1374 року (перша згадка про Вятку, зараз ця дата вважається датою народження міста), слово «Хлинов» (рос. Хлынов) не зустрічається в жодному офіційному документі або літопису. Зате «Вятка» зустрічалась на мапах в ті роки і навіть входила у «Список всех русских городов дальних и ближних».
У 1455 році у Вятці побудували дерев'яний кремль із земляним валом, якому дали ім'я річки Хлиновиці (зараз Хлинівка — рос. Хлыновка), що протікає неподалік. Згодом назва Хлинов поширилася на посадську частину міста, а з 1457 року і все місто стали іменувати Хлиновом.
Після розгрому міста у 1489 році військами московського князя Івана III, більша частина його громадян, разом з жінками і дітьми, бажаючи зберегти волю, пішла на Північну Двіну, на Каму і вниз по Волзі, де й оселились в районі Жигулівських гір.
У 1780 році указом цариці Катерини II місту було повернено ім'я Вятка, а Вятську провінцію було перетворено в Вятське намісництво, таким чином Вятська земля перейшла зі складу Сибірської губернії у склад Казанської. У 1796 році була створена Вятська губернія.
1917-го Рада правління губернії не визнала Жовтневий переворот та оголосила про утворення Самостійної республіки, командувачем її військ став Петро Дяченко.
У 1934 році місто було перейменовано на Кіров на честь одного з більшовицьких керівників С. М. Кірова (1886—1934), уродженця міста Уржума Вятської губернії, який у самій Вятці ніколи не бував.
У 1993 у місті було проведено опитування (не референдум) населення міста про повернення назви «Вятка». Більшість висловилась за збереження назви «Кіров».
Зараз в місті діє громадський рух «Наша Вятка», що об'єднав вятську інтелігенцію і підприємців в обстоюванні повернення місту історичної назви. Його головною метою є організація повторного референдуму щодо цього питання.

## Символіка
Відповідно до статуту Кіров має три офіційні символи: герб, знак і прапор.

## Герб

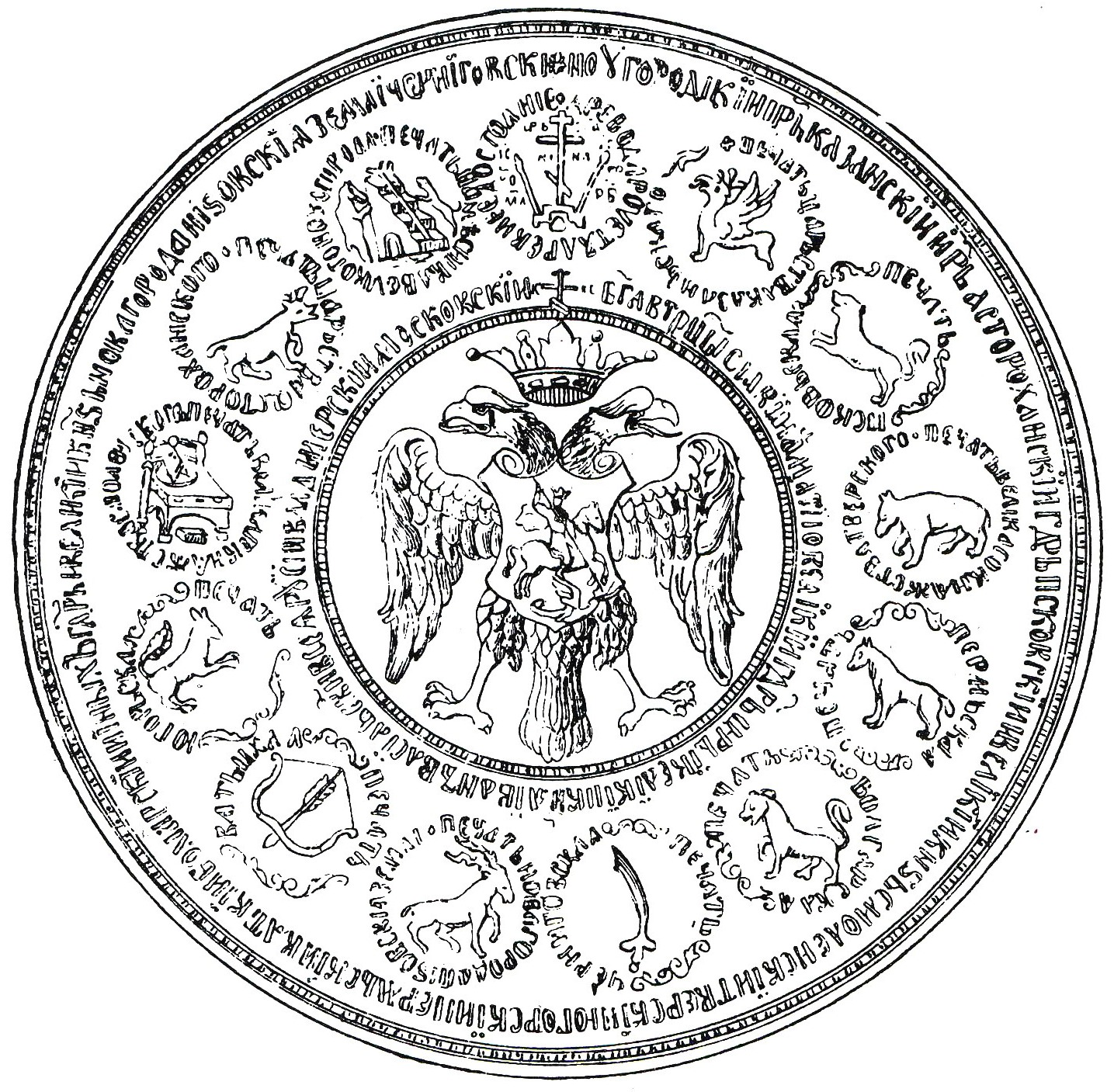
Державна печатка Івана Грозного (XVI ст.)

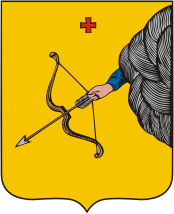
Герб Вятки, 1781 рік

Геральдичний знак Вятського краю — лук із накладеною на нього стрілою — достовірно відомий із 1497 року. За часів Івана IV Грозного знак був розміщений на велику государеву печатку. З 1626 року до знаку додається «небесна» (виходить із хмари, тобто небесних сил) рука в обладунках, яка тримає стрілу. Вперше цей елемент з'явився на вятському гербі, витканому на садачному покрівці (сагайдаку) царя Олексія Михайловича. У 1672 році до верхньої частини вятського герба було додано червлений (червоний) хрест.
Герб Вятки був створений герольдмейстером Олександром Волковим на основі наявного вятського герба. Волков увідповіднив герб до геральдичних вимог: було видалено обладунок із руки, лук і стріла були виконані в одному кольорі, хрест розміщений у центрі щита. Новий герб міста був затверджений імператрицею Катериною II відбулося 28 травня 1781 року, аж до нової геральдичної реформи у 1856 році. Герб Вятки також вважався гербом усієї Вятської губернії.

Герб Кірова, 2008 рік

27 серпня 2008 року герб міста, реконструйований Євгеном Дроговим та Галиною Поздняковою, рішенням Кіровської міської Думи був затверджений символом міста Кірова, а 30 жовтня зареєстрований як офіційний символ Геральдичною радою при Президентові РФ і внесений до Державного геральдичного реєстру за номером 4321.
У геральдичної традиції золотий колір на гербі свідчить про багатство, силу, вірність, чистоту, постійність, милосердя, смиренність. Червлений (червоний) — хоробрість і мужність. Лазуровий (блакитний) — великодушність і вірність, чесність і бездоганність. Лук зі стрілою у православній традиції символізує нехрещені, варварські народи, оскільки у Вятському краї живе багато неслов'янських народів — марійців, удмуртів, татар. Хрест був доданий для пом'якшення язичницької символіки герба. Рука з луком, яка виринає з хмари, символізує особливу тактику ведення бою вятичами — невеликими блискавичними загонами. Золота баштова корона, увінчана лавровою гілкою, символізує статус Кірова як центру суб'єкта федерації.

## Знак

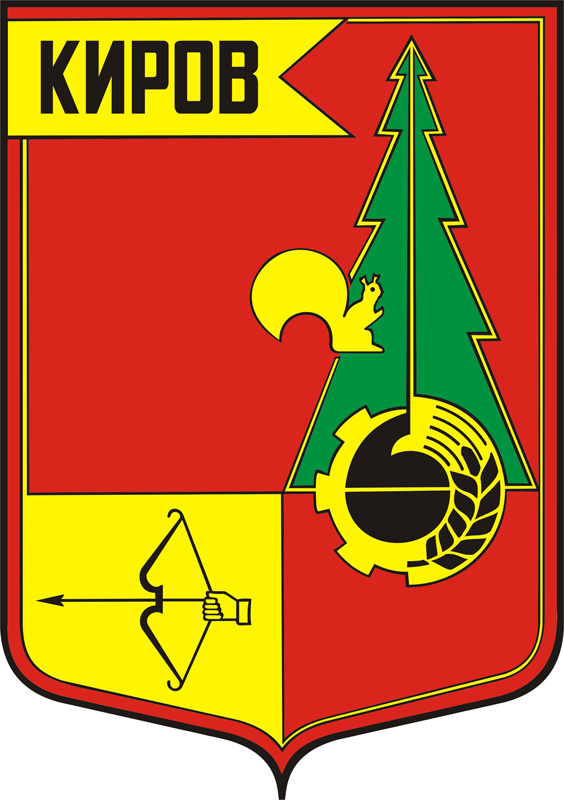
Знак Кірова, 1969 рік

У 1918 році старі символіки були заборонені декретом уряду. У 1960-х роках розроблено новий символ міста — знак, затверджений 27 травня 1969 року рішенням 2-ї сесії 12-го скликання Кіровської міськради. Офіційний опис:
|  | На червоному щиті ліворуч зелена ялина, обрамлена золотом, із сидячою на ній золотою білкою, поверненою ліворуч. Основа ялинки обтяжена чорною ретортою, оточеною золотою напівшестернею та колосом. У золотій вільній частині знаку внизу праворуч рука тримає чорні лук зі стрілою. У незакінченій золотій вершині розташована назва міста. |

У знаку відбиті основні риси Кірова як центру Кіровської області: великі запаси лісу, розвинені сільське господарство і промисловість. Білка вказує на статус Кірова як «хутряної» столиці.

## Прапор
У березні 2010 року за дорученням міського голови Володимира Бикова було створено робочу групу для розробки проєкту прапора міста Кірова. За сприяння Євгена Дрогова, голови регіонального відділення Спілки геральдистів Росії, були відібрані три проєкти прапора, виставлені для загального обговорення і відправлені до Геральдичної ради при президентові РФ на попередню експертизу. 31 березня проєкт прапора, схвалений Геральдичною радою і підтриманий більшістю населення міста, був затверджений Кіровською міською Думою. 23 квітня Геральдична рада при Президентові РФ зареєструвала прапор у Державному геральдичному реєстрі РФ за номером 5902.

## Опис міста
Великий транспортний вузол (залізниці й шосейні дороги; Транссибірська магістраль) і річковий порт; є аеропорт. Великий центр машинобудування; металургія, легка, поліграфічна промисловість.
За оцінкою КіровСтату на 1 січня 2013 року, в міському окрузі «Кіров» проживало 508 095 осіб, у тому числі міське населення становило 483 176 осіб, а сільське — 24 919.
За даними адміністрації, у статевому співвідношенні переважає жіноче населення — 56 %. У національному складі переважають росіяни, які становлять 96,6 % населення (за даними Всеросійського перепису населення 2010 року). Працездатне населення становить 310 600 осіб (63 % від усього населення), 23,2 тисячі працівників — непрацездатного віку. Усього в економіці зайнято 237 900 осіб (79 % від трудових ресурсів міста).
| Динаміка населення Кірова за 1590–2012 роки: |
| -------------------------------------------- |
|                                              |

| Народ                      | Кількість осіб | % від тих, хто вказав нац. |
| -------------------------- | -------------- | -------------------------- |
| росіяни                    | 459 284        | 96,65 %                    |
| татари                     | 3 775          | 0,79 %                     |
| українці                   | 2 732          | 0,57 %                     |
| марійці                    | 1 470          | 0,31 %                     |
| удмурти                    | 1 368          | 0,29 %                     |
| азербайджанці              | 1 223          | 0,26 %                     |
| білоруси                   | 776            | 0,16 %                     |
| вірмени                    | 758            | 0,16 %                     |
| інші                       | 3 824          | 0,8 %                      |
| хто вказав національність  | 475 210        | 100,00 %                   |
| Всього міський округ КІРОВ | 498 381        |                            |

Особи, щодо яких немає даних про національну приналежність або не вказана національність у переписному листі, складають 23 171 осіб, або 4,65 % від населення міського округу .
| Кількість населення, осіб | Кількість населення, осіб | Кількість населення, осіб | Кількість населення, осіб | Кількість населення, осіб | Кількість населення, осіб | Кількість населення, осіб |
| 1959                      | 1970                      | 1979                      | 1989                      | 2002                      | 2010                      | 2013                      |
| ------------------------- | ------------------------- | ------------------------- | ------------------------- | ------------------------- | ------------------------- | ------------------------- |
| 252 416                   | 332 503                   | 389 533                   | 440 240                   | 457 578                   | 473 668                   | 483 176                   |

## Релігія
У місті існував Олександро-Невський собор.
Храми міста Кірова:
- Ансамбль Свято-Успенського Трифонового чоловічого монастиря (1684)
- Спасо-Преображенський жіночий монастир (1696—1883)
- Спаський собор (1769, відновлюється)
- Собор Серафима Саровського (1904)
- Храм Іоанна Предтечі (1717)
- Каплиця Архангела Михаїла (1866, відновлена у 1999)
- Знаменська (Царево-Костянтинівська) церква з дзвіницею (1778, відновлюється, до теперішнього часу освячений один приділ, у якому ведуться богослужіння для громадян з вадами слуху[21])
- Феодорівська церква (1913, в 2007 на місці церкви побудована нова дерев'яна)
- Храм Новомучеників і сповідників російських (1994)
- Церква Віри, Надії, Любові та їхньої матері Софії (2003)
- Каплиця Святого Пророка Іллі (2003)
- Церква Святого Великомученика Пантелеймона Цілителя (2003)
- Храм на честь ікони Пресвятої Богородиці «Всіх скорботних радість» (будівництво перебуває в стадії завершення)
- Католицький храм Пресвятого Серця Ісуса (1903, служби проходять у парафіяльному будинку)
- Вірменська Апостольська церква Христа Всеспасителя (1995—2003)
- Вятська соборна мечеть (1909)
- Старообрядницький молитовний будинок

## Екологія
Основні екологічні проблеми міста пов'язані з високою концентрацією великих промислових об'єктів, транспортних потоків, великою щільністю населення та інфраструктури.
Найбільші забруднювачі атмосферного повітря — підприємства енергетичного комплексу (27 %), хімічна та нафтохімічна промисловість (5,3 %), транспорт (37 %). Основними забруднювальними речовинами є оксид вуглецю, пил, формальдегід. У середньому за рік в атмосферу зі стаціонарних джерел потрапляє 64 тис. тонн забруднювальних речовин, що відповідає 695 тоннам на км² або 204 кілограмам на людину.
Вода у найбільшому джерелі водопостачання — річці Вятці — не відповідає наявним нормам і показникам. Це пов'язано з тим, що вище за течією знаходяться великі населені пункти — джерела стічних вод. До позначки Кіровського водозабору скидається 45 % всіх стічних вод області. Найбільшим забруднювачем є Кірово-Чепецький хімічний комбінат, який скидає відходи у другій смузі водоохоронної зони Кіровського водозабору. Для розв'язання цієї проблеми була розроблена регіональна програма «Позаплощадкові системи водопостачання м. Кірова», у рамках якої з 2002 року в слободі Корчемкіно споруджується новий водозабірний комплекс із сучасними системами очищення води.
Альтернативним джерелом водопостачання може бути лінза підземних артезіанських вод Куменского району області. Однак, цьому джерелу також загрожує забруднення, оскільки поруч, на Кірово-Чепецькому хімічному комбінаті, застосовується технологія шлакового заховання відходів, за якою щогодини на глибину півтора кілометра закачується до 20 м³ токсичних відходів.
Потенційну небезпеку створює також Марадиковський хімічний арсенал, який перебуває на відстані 90 км від міста. На цьому підприємстві станом на 2006 рік зберігалося 17,4 % запасів хімічної зброї Росії, включаючи боєприпаси з отруйними речовинами останніх поколінь — зарином, зоманом, VX газами, іпритно-люїзитними сумішами. У 2006 році при арсеналі відкрито завод для утилізації хімічної зброї, яка має бути завершена до 2012 року.
У Кірові розташований Науково-дослідний інститут мікробіології Міністерства оборони РФ, який розробляє засоби захисту від наступальної біологічної зброї. Специфіка інституту передбачає роботу з особливо небезпечними вірусними штамами, що загрожує зараженням міської території.
Гостро стоїть проблема утилізації відходів. Найбільшим звалищем твердих побутових відходів Кірова є переповнений Костинський полігон. Через це існує проблема несанкціонованих звалищ. У місті діє підприємство з утилізації небезпечних промислових відходів «Куприт», основним акціонером якого є адміністрація міста Кірова. 14 млн тонн промислових відходів Кірово-Чепецького хімічного комбінату, включаючи 12 млн тонн 3-го і 4-го класу небезпеки, зберігаються у водоохоронній зоні Кіровського водозабору.

## Освіта
- Вятський державний університет
- Кіровський державний медичний університет
- Вятський державний агротехнологічний університет

## Відомі люди
- Євреїнов Іван Михайлович (1694—1724) — російський геодезист, мандрівник.
- Нелюбін Олександр Петрович (1785—1858) — лікар, професор, засновник російської фармакології та фармації.
- Плеський Петро Васильович (1894—1979) — російський зоолог, орнітолог.
- Скурихін Володимир Ілліч — академік АН УРСР.
- Хохряков Микола Миколайович (1857—1928) — російський художник-пейзажист.